# 까치오리
까치오리(학명: Camptorhynchus labradorius)는 까치오리속에 속하는 종으로 절멸했다. 사람의 접근을 매우 혐오하는 탓에 그 생태는 거의 알려지지 않았다.
19세기 무렵, 맨하탄과 롱아일랜드 지역에 수요가 급증하였는데, 이들은 곧 사냥대상이 되었다.
1900년 경 멸종한 것으로 추정한다.